# Poborszów
Poborszów (dodatkowa nazwa w j. niem. Poborschau) – wieś w Polsce położona w województwie opolskim, w powiecie kędzierzyńsko-kozielskim, w gminie Reńska Wieś.
W latach 1975–1998 miejscowość administracyjnie należała do ówczesnego województwa opolskiego.
Przysiółkiem wsi jest Wygon.

## Nazwa
W swojej historii wioska miała różne nazwy, takie jak: Pobaschitz i Poborissow, Poborschau, Poborszowa, Poborszowy.

## Historia
W 1831 r. właścicielem wsi był baron von Gruttschreiber. W 1859 r. w wyniku pożaru zniszczeniu uległo większość zabudowy, jednakże wieś została odbudowana. Od końca XVIII w. wieś miała własną pieczęć gminną, na której przedstawiono motykę skierowaną w dół, za nią dwoje skrzyżowanych grabi. 

## Zabytki
- Kapliczka-Dzwonnica z 1862 r.
Inne obiekty:
- Kościół z 1990 r.

## Komunikacja
Przez Poborszów przebiega droga krajowa DK45.
GDDKIA oddział Opole w 2007 roku oddał do ruchu kierowcom nową obwodnicę Poborszowa, która ma 3,1 kilometra. Obwodnica wyprowadziła ruch tranzytowy z Poborszowa, w którym fragment drogi krajowej 45 miał dwa bardzo ostre i niebezpieczne zakręty. Dochodziło tam często do kolizji i wypadków.

## Parafia
Wieś należy do parafii w Mechnicy.